# Columbia TriStar Television
Columbia TriStar Television (CTT) fue el tercer nombre del estudio de televisión Screen Gems, y tomó su nombre de la división de vídeo doméstico entonces actual de este estudio.
Columbia TriStar Television fue fundado en 1994 como una empresa conjunta entre Columbia Pictures Television y TriStar Television. Desde 1994 hasta 2002, CTT produjo episodios de dos concursos de Merv Griffin Enterprises: la reposición sindicada de Jeopardy! y la versión nocturna de Wheel of Fortune (ambas distribuidas por King World Productions). El estudio también produjo programas de ELP Communications (anteriormente conocida como Embassy Television), incluyendo El mundo de Beakman en CBS y TLC, y Married with Children en FOX. SPE expandió su libraría de televisión en 1994 con su adquisición de Barry & Enright Productions y Stewart Tele Enterprises.
Su subsidiaria global, Columbia TriStar International Television, distribuyó programas para Sony por todo el mundo. Su división de distribución en Estados Unidos, Columbia TriStar Television Distribution, fue también fundado en 1995 para distribuir los programas de Sony por todo los Estados Unidos y para producir y distribuir sus propios programas al igual que películas en televisión. Esto también constituyó el fundación del Columbia TriStar Television Group.
En 1996, CTT fundó su propio división de animación, Adelaide Productions, con el nombre original de Columbia TriStar Children's Television. Esta división adoptó su nombre actual en 1997. En 2001, Columbia TriStar Domestic Television fue fundado como el resultado de una fusión entre CTT y CTTD.

## La desaparición de Columbia Pictures Television
El 16 de septiembre de 2002, los nombres "Columbia" y "TriStar" fueran retirados de televisión por Sony Pictures Entertainment, y la compañía estadounidense fue relanzada con la nueva marca Sony Pictures Television. Sin embargo, la identidad de Columbia TriStar Domestic Television fue retenido hasta su retiro oficial con el debut de la temporada nueva de Hollywood Squares.
En 2009, Columbia había sido el único estudio importante en el mundo del cine cuyo nombre fue retirado de la televisión cuando CBS Paramount Television fue renombrada como CBS Television Studios.